# Liste der Stiftungen (Sachsen)
Diese Liste der Stiftungen in Sachsen nennt einen Teil der 658 rechtsfähigen Stiftungen (Stand: 31. Dezember 2023), welche in den Stiftungsverzeichnissen bei der Landesdirektion Sachsen aufgeführt sind. Dabei sind die Stiftungsverzeichnisse in die 3 ehemaligen Direktionsbezirke des Freistaats Sachsen (Dresden, Leipzig und Chemnitz) aufgeteilt. Ebenfalls aufgeführt sind Stiftungen privaten Rechts, die nicht in den Stiftungsverzeichnissen enthalten sind.
Stiftungen in Sachsen haben eine lange Tradition. Die ältesten (noch bestehenden) Stiftungen sind:
- die Kurfürst Moritz fromme Stiftung zu Glashütte (gegründet 1543)
- die Hospitalstiftung zu Leuben (gegründet 1594)
- die Johann Christoph Weniger’s milde Stiftung zu Glashütte (gegründet 1680)
- die Stadtwaisenhausstiftung Dresden (gegründet 1685).

## Begriffserklärung
Eine Stiftung ist in Deutschland eine Einrichtung, die mit Hilfe eines Vermögens einen den Stiftern festgelegten Zweck verfolgt. Dabei werden hier die Stiftungen bürgerlichen Rechts (I.), die Kirchlichen Stiftungen bürgerlichen Rechts (II.) und die Kommunalen Stiftungen bürgerlichen Rechts (III.) unterschieden und aufgeführt.

## I. Stiftungen bürgerlichen Rechts (Sachsen)
| Name                                                                      | Sitz             | Gründung      | Anschrift                                    | Zweck | Homepage | Link     |
| ------------------------------------------------------------------------- | ---------------- | ------------- | -------------------------------------------- | --- | -------- | -------- |
| Achim Freyer Stiftung                                                     | Dresden          | 2009          | 01309 Dresden, Barteldesplatz 2              | Förderung von Kunst und Kultur, insbesondere der bildenden und darstellenden Künste | Seite    | N [ 2 ]  |
| ADLATUS STIFTUNG                                                          | Chemnitz         |               | 09112 Chemnitz, Reichsstr. 31                | Förderung der Allgemeinheit auf materiellem, geistigem oder sittlichem Gebiet | Seite    | N [ 4 ]  |
| AH Stiftung                                                               | Eilenburg        | 8. Feb. 2018  | 04838 Eilenburg, An der Fischeraue 14        | Unterhaltung und Pflege der Familiengrabstätte Hartung | –        | Register |
| Albrecht-Mugler-Stiftung                                                  | Oberlungwitz     | 2001          | 09355 Gersdorf, Stollberger Straße 13        | Förderung von Bildung, Kunst, Wissenschaft und Forschung. | Seite    | N [ 4 ]  |
| Alfons Diener von Schönberg Stiftung                                      | Pfaffroda        |               | 09526 Pfaffroda, Am Schlossberg 8            | Erhaltung und Nutzung des Schlosses Pfaffroda und der Familiengruft | Seite    | N [ 4 ]  |
| Alfred-Reinhold-Stiftung                                                  | Leipzig          | 9. Okt. 2017  | 04463 Großpösna, Dechwitzer Str. 12          | Förderung von Kunst und Kultur | –        | Register |
| Andrea und Bernd Rau Stiftung                                             | Crimmitschau     | 20. Dez. 2017 | 08451 Crimmitschau, Gabelsbergerstr. 8       | Versorgung der Stifter, Unterhaltung und Pflege der Familiengrabstätte sowie das Halten von Beteiligungen an Unternehmen | –        | Register |
| Annett und Detlev Stahl Ehegattenstiftung                                 | Markkleeberg     | 4. Juli 2019  | 04416 Markkleeberg, Walter-Cramer-Ring 40    | finanzielle Unterstützung des Stifters | –        | Register |
| Arche-Noah-Stiftung                                                       | Marienberg       |               |                                              | Schaffung einer wirtschaftlichen Grundlage der Nachkommen und Erben des Stifters in Verbindung mit der bäuerlichen Tradition | –        | N [ 4 ]  |
| Augustiner-Stiftung                                                       | Grimma           | 8. Jan. 2018  | 04668 Grimma, Klosterstraße 1                | Förderung der Bildung und Erziehung am Gymna-sium St. Augustin zu Grimma | Seite    | Register |
| Bach-Archiv Leipzig                                                       | Leipzig          | 17. Apr. 2019 | 04109 Leipzig, Thomaskirchhof 15/16          | Erforschung von Leben, Werk und Wirkungsgeschichte des Komponisten Johann Sebastian Bach | Seite    | Register |
| Beate Graefe-Stiftung                                                     | Leipzig          | 13. Jan. 2020 | 04107 Leipzig, Grassistraße 8                | Förderung von Kunst und Kultur. | Seite    | Register |
| Bergquell Stiftung                                                        | Groitzsch        | 8. Dez. 2017  | 04539 Groitzsch, Teichstraße 1               | Förderung von Familienangehörigen und der Grabstätte | –        | Register |
| Birkner-Stiftung                                                          | Leipzig          | 12. Feb. 2018 | 04316 Leipzig, Christian-Wille-Weg 32        | Förderung der Kultur und Kunst | Seite    | Register |
| Bruno und Therese Guenther-Stiftung                                       | Geithain         | 1990 (1925)   | 04643 Geithain, Markt 8                      | Unterstützung würdiger bedürftiger Einwohner der Stadt Geithain | Seite    | N [ 3 ]  |
| Bürgerstiftung der Volksbank Mittweida                                    | Mittweida        | 8. Dez. 2017  | 09648 Mittweida, Markt 25                    | Förderung kultureller Zwecke in den Bereichen Musik, Theater, Bildende Kunst, Architektur und Denkmalpflege sowie des Sports | Seite    | Register |
| Bürgerstiftung für Chemnitz                                               | Chemnitz         | 2005          | 09111 Chemnitz, Reitbahnstraße 23 a          | Förderung bürgerschaftlichen Engagements in den Bereichen soziale Belange, Bildung, Erziehung, KunstKultur, Jugend- und Altenhilfe sowie Landschafts-, Natur- und Umweltschutz in der Stadt Chemnitz. | Seite    | N [ 4 ]  |
| Bürgerstiftung Plauen                                                     | Plauen           | 2011          | 08527 Plauen, Pfortenstraße 7                | Förderung bürgerschaftlichen Engagements in den Bereichen soziale Belange, Projekte, Bildung, Erziehung, Jugend- und Altenhilfe, Sport, Kunst, Kultur und Denkmalschutz, Naturschutz in der Stadt Plauen | Seite    | N [ 4 ]  |
| Bürgerstiftung „Zu Hause am Auersberg“                                    | Eibenstock       | 2017          | 08309 Eibenstock, Platz des Friedens 11      | Förderung von Kunst und Kultur, Naturschutz, Umweltschutz und Landschaftspflege, von Wissenschaft, Forschung, Lehre, Erziehung, Volks- und Berufsbildung, des Sozialwesens, des Sports, der Historie, der Heimatpflege und Heimatkunde, des Denkmalschutzes und der Denkmalpflege                                      | Seite    | N [ 4 ]  |
| Carl und Anneliese Goerdeler-Stiftung                                     | Leipzig          | 1995          | 04107 Leipzig, Münzgasse 2                   | Förderung von Wissenschaft und Forschung sowie von Kunst und Kultur, Bildung und Erziehung; Vergabe des Carl-Goerdeler-Preis | Seite    | Register |
| Chorherren zu St. Thomae                                                  | Leipzig          | 2001          | 04109 Leipzig, Thomaskirchhof 18             | ergänzen | Seite    | N [ 3 ]  |
| Deutsche Depressionshilfe                                                 | Leipzig          |               | 04109 Leipzig, Goerdelerring 9               | ergänzen | Seite    | N [ 3 ]  |
| Deutsche Toleranzstiftung für interkulturellen und interreligiösen Dialog | Leipzig          |               | 04317 Leipzig, Heinrichstr.39/41             | ergänzen | Seite    | N [ 3 ]  |
| Diakonie-Stiftung-Leipzig                                                 | Leipzig          |               | 04105 Leipzig, Gneisenaustr. 10              | ergänzen | Seite    | N [ 3 ]  |
| Dirk Oelbermann Stiftung                                                  | Regis-Breitingen |               | 28203 Bremen, Kohlhökerstr.19                | ergänzen | Seite    | N [ 3 ]  |
| Doris-Günther-Stiftung                                                    | Leipzig          | 2001          | 04229 Leipzig, Karl-Heine-Straße 25 b        | Förderung der förderfähigen kultureller Zwecke, der Jugendhilfe, des öffentlichen Gesundheitswesens und mildtätige Zwecke | Seite    | Register |
| Dr. Dr.med. Hans-Detlev Stahl Familienstiftung                            | Leipzig          |               | 04416 Markkleeberg, Walter-Cramer-Ring 40    | ergänzen | –        | N [ 3 ]  |
| Dr. Hübner - Stiftung zur Förderung Jugendlicher                          | Borsdorf         |               | 04451 Borsdorf OT Panitzsch, Kuckucksweg 12  | ergänzen | –        | N [ 3 ]  |
| Dr. Siegfried Krüger-Stiftung                                             | Leipzig          |               | 04249 Leipzig, Fasanenpfad 21                | ergänzen | –        | N [ 3 ]  |
| Dr. Willmar Schwabesche Heimstätten-Stiftung                              | Leipzig          |               | 08289 Schneeberg, Köhlerweg 1                | ergänzen | –        | N [ 3 ]  |
| Elemente der Begeisterung - Stiftung für interkulturelle Zusammenarbeit   | Leipzig          |               | 04105 Leipzig, Gustav-Adolf-Straße 21        | ergänzen | –        | N [ 3 ]  |
| Elke und Thomas Loest Stiftung                                            | Leipzig          |               | 04155 Leipzig, Kasseler Str.25               | ergänzen | –        | N [ 3 ]  |
| Energie und Umwelt Stiftung Leipzig                                       | Leipzig          |               | 04347 Leipzig, Torgauer Straße 116           | ergänzen | –        | N [ 3 ]  |
| Ephraim-Carlebach-Stiftung                                                | Leipzig          |               | 04105 Leipzig, Löhrstraße 10                 | ergänzen | –        | N [ 3 ]  |
| Europäische Stiftung Hyperthermie vormals: Issels-Stiftung                | Leipzig          |               | 80801 München, Franz-Joseph-Straße 28        | ergänzen | –        | N [ 3 ]  |
| Europäische Stiftung der Rahn Dittrich Group für Bildung und Kultur       | Leipzig          |               | 04109 Leipzig, Am Markt 10                   | ergänzen | –        | N [ 3 ]  |
| Familienstiftung Menze                                                    | Markkleeberg     |               | 04416 Markkleeberg, Friedrich-Ebert-Straße 6 | ergänzen | –        | N [ 3 ]  |
| Felix-Mendelssohn-Bartholdy-Stiftung                                      | Leipzig          |               | 04103 Leipzig, Goldschmidtstraße 12          | ergänzen | –        | N [ 3 ]  |
| FH Stiftung                                                               | Eilenburg        |               | 04838 Eilenburg, An der Fischeraue 14        | ergänzen | –        | N [ 3 ]  |
| Fichtner Familienstiftung                                                 | Brandis          |               | 04821 Brandis, Hauptstraße 34                | ergänzen | –        | N [ 3 ]  |
| Förderstiftung Leipziger Stadtbad                                         | Leipzig          |               | 04103 Leipzig, Johannisgasse 7/9             | ergänzen | –        | N [ 3 ]  |
| Frege Stiftung                                                            | Leipzig          |               | 04109 Leipzig, Augustusplatz 9               | ergänzen | –        | Register |
| GENERION Stiftung                                                         | Leipzig          |               | 04107 Leipzig, Peterssteinweg 5              | ergänzen | Seite    | N [ 3 ]  |
| Gerhard-Kurt-Müller-Stiftung                                              | Leipzig          |               | 04357 Leipzig, Beuthstraße 57                | Bewahrung, Sicherung u. Öffentlichmachung des künstlerischen Lebenswerkes des Malers, Bildhauers u. Graphikers Gerhard Kurt Müller | Seite    | N [ 3 ]  |
| Günter Heinisch-Stiftung                                                  | Freiberg         | 2015          | 09599 Freiberg, Akademiestraße 6             | Förderung der Forschung und Lehre und der Sammlungen an der TU Bergakademie Freiberg | Seite    | N [ 4 ]  |
| Leipzigstiftung – vormals Bürgerstiftung Leipzig                          | Leipzig          | 2015 (1992)   | 04155 Leipzig, Menckestraße 27               | Förderung von Wissenschaft und Forschung, Bildung und Erziehung, Kunst- und Kultur, des Umwelt-, Landschafts- und Denkmalschutzes, der Jugend- und Altenhilfe sowie des Wohlfahrtswesens | Seite    | N [ 3 ]  |
| Saxonia-Freiberg-Stiftung                                                 | Freiberg         | 1993          | 09599 Freiberg, Chemnitzer Straße 8          | Erforschung, Pflege und Förderung des berg- und hüttenmännischen Brauchtums im Landkreis Mittelsachsen | Seite    | N [ 4 ]  |
| Sparkassen-Stiftungen Mittelsachsen                                       | Freiberg         | 1998          | 09599 Freiberg, Poststraße 1a                | Fünf Stiftungen zur Förderung von Kunst, Kultur, Bildung, Umwelt, Forschung, Sport und sozialen Projekten in Mittelsachsen | Seite    | N [ 4 ]  |
| Stiftung des Fördervereins der Paul-Guenther-Schule                       | Geithain         | 2002          | 04643 Geithain, Schillerstraße 13            | Förderung von Schülern im Raum Geithain | Seite    | Register |
| Stiftung Frauenkirche Dresden                                             | Dresden          | 28. Juni 1994 | 01067 Dresden, Georg-Treu-Platz 3            | Die Stiftung fördert den Erhalt der Frauenkirche und ihre Nutzung für Gottesdienste sowie als Ort zur Durchführung von Symposien, Vorträgen, Konzerten und Ausstellungen. | Seite    | N [ 2 ]  |
| Stiftung Mittelsächsisches Theater                                        | Freiberg         | 2008          | 09599 Freiberg, Borngasse 1                  | Förderung von Theaterkunst und Kultur am Mittelsächsischen Theater einschließlich des Theaterjugendclubs, des Jugendtheaters Döbeln und der Nachwuchsförderung | Seite    | N [ 4 ]  |
| Stiftung Technische Universität Bergakademie Freiberg                     | Freiberg         | 2002          | 09599 Freiberg, Akademiestraße 6             | Förderung der Lehre und Forschung an der Technischen Universität Bergakademie Freiberg | Seite    | Register |
| Stiftung „Universitätskirche St.Pauli zu Leipzig“                         | Leipzig          |               | 04109 Leipzig, Burgstr. 1–5                  | Die Stiftung fördert in Erinnerung an die 1968 gesprengte Universitätskirche St. Pauli zu Leipzig die Schaffung und Nutzung einer Stätte mit Symbolcharakter. | Seite    | N [ 3 ]  |
| Universitätsstiftung Leipzig                                              | Leipzig          |               | 04109 Leipzig, Ritterstraße 26               | Förderung der Wissenschaft und der Kultur durch die Mittelbeschaffung und -weiterleitung an die Universität Leipzig zwecks Verwendung für wissenschaftliche und kulturelle Zwecke. | Seite    | N [ 3 ]  |
| Wilhelm-Pfeffer-Stiftung der Botanischen Gesellschaft e. V.               | Leipzig          |               | 04103 Leipzig, Johannisallee 23              | Die Stiftung fördert die Pflanzenwissenschaften durch gezielte Unterstützung des wissenschaftlichen Nachwuchses | Seite    | N [ 3 ]  |
| ZFB Zentrum für Bucherhaltung                                             | Leipzig          | 2002–2015     | 71522 Backnang, Im Kusterfeld 23/1           | Förderung der Buch-Kunst und -Kultur, einschließlich der Förderung und der Pflege sowie der Erhaltung von Kulturwerten, insbesondere die Förderung der Bestandserhaltung mit Restaurierung und Konservierung von Kulturgut in Bibliotheken, Museen und Archiven. (aufgelöst 2015, ging in Kulturstiftung Leipzig über) |          | N [ 3 ]  |
| Zukunftsstiftung Südraum Leipzig                                          | Espenhain        | 1999          | 04579 Espenhain, Margarethenhain 7           | Unterstützung von wirtschaftlichen und Forschungsaktivitäten bei der Entwicklung und Umsetzung technologisch innovativer Vorhaben im Umkreis des Standortverbundes Böhlen/Lippendorf/Espenhain/Thierbach. – hervorgegangen aus dem Christlichen Umweltseminar Rötha                                                    | Seite    | N [ 3 ]  |
| Summen:                                                                   | 51               | 51            | 51                                           | 51 | 27       | 14       |

## II. Kirchliche Stiftungen bürgerlichen Rechts (Sachsen)
| Name                                                                         | Sitz             | Gründung     | Anschrift                                    | Zweck | Homepage | Link    |
| ---------------------------------------------------------------------------- | ---------------- | ------------ | -------------------------------------------- | --- | -------- | ------- |
| Alexander und Heinrich von Arnim-Stiftung                                    | Zwickau          |              | 08064 Zwickau, Schlossparkstraße 59          | ergänzen | –        | N [ 4 ] |
| Baumister-Kühn-Bruhm-Stiftung                                                | Pockau           |              | 09509 Pockau, George-Bähr-Straße 107         | ergänzen |          | N [ 4 ] |
| Clausnitzschersche Stiftung                                                  | Marienberg       |              | 09496 Marienberg, Markt 82                   | ergänzen | –        | N [ 4 ] |
| Das Nippius'sche Gestift zu Oschatz                                          | Leisnig          |              | 04703 Leisnig, Kirchplatz 3                  | ergänzen | –        | N [ 4 ] |
| Ev.-Luth. Vereinigtes Theresia- und Elsbethstift                             | Leipzig          |              | 04155 Leipzig, Kirchplatz 9                  | Erziehung von Kindern bis zu einem Alter von zehn Jahren bzw. bis zur 4. Klasse zu fördern; besonders widmet es sich aus seiner langjährigen Geschichte heraus der Unterstützung der Erziehung von Kindern im Kindergartenalter. Das Erziehungskonzept beruht auf der christlichen Grundeinstellung evangelischer Prägung. Der Zweck des Stifts wird insbesondere durch das Betreiben einer oder mehrerer Kindertagesstätten oder anderer Einrichtungen zur Unterstützung der Eltern bei der Erziehung ihrer Kinder verwirklicht. | Seite    | N [ 3 ] |
| Evangelisch-methodistische Bethanien-Stiftung                                | Chemnitz         |              | 09130 Chemnitz, Zeisigwaldstraße 101         | ergänzen | –        | N [ 4 ] |
| Leipziger Stiftung des Gustav-Adolf-Werkes in Sachsen e. V. (GAWiS-Stiftung) | Leipzig          |              | 04109 Leipzig, Burgstraße 1–5                | Unterstützung hilfsbedürftiger evangelischer Pfarrer und Pfarrerinnen und ihrer Familien, darüber hinaus weiterer Mitarbeiter und Mitarbeiterinnen evangelischer Diasporakirchen sowie Auszubildender und Stipendiaten dieser Kirchen. Der Stiftungszweck wird insbesondere verwirklicht durch Geldzuwendungen, Stipendien, Sachleistungen sowie durch persönliche Kontakte und Besuche. | Seite    | N [ 3 ] |
| Hennig’sche Stiftung zu Großpösna                                            | Großpösna        |              | 04463 Großpösna, Oskar-Ulmann-Straße 3       | Die geistliche Betreuung von Gemeindemitgliedern der Lutherkirchgemeinde in Großpösna, die als seelisch hilfsbedürftig gelten, weil sie alt, einsam, krank, behindert oder in Not geraten sind und tröstender Zuwendung bedürfen. | Seite    | N [ 3 ] |
| Hospitalstiftung zu Dahlen                                                   | Dahlen           |              | 04774 Dahlen, Kirchstraße 25                 | Die Förderung kirchlicher Altenarbeit, kirchlicher Kinder- und Jugendarbeit, kirchlicher Behindertenarbeit und Krankenhilfe sowie aller sonstigen Aktivitäten zur Betreuung und Unterstützung von hilflosen, kranken oder sozial schwachen Personen im Bereich der Kirchgemeinde Dahlen-Großböhla. Weiterer Zweck ist die Förderung der Kirchenmusik an der Stadtkirche zu Dahlen sowie die Pflege der mit der Kirche verbundenen Heimatgeschichte.                                                                               | –        | N [ 3 ] |
| Hospitalstiftung zu Marienberg                                               | Marienberg       |              | 09496 Marienberg, Freiberger Straße 2        | ergänzen | –        | N [ 4 ] |
| Hospitalstiftung St. Georg zu Lößnitz                                        | Lößnitz          |              | 08294 Lößnitz, Rathausplatz 3                | ergänzen | –        | N [ 4 ] |
| Lutherstiftung zu Plauen                                                     | Plauen           |              | 08523 Plauen, Dobenaustraße 12               | ergänzen | –        | N [ 4 ] |
| Michael-Rümmlersche Stiftung                                                 | Marienberg       |              | 09496 Marienberg, Freiberger Straße 2        | ergänzen | –        | N [ 4 ] |
| Mildes Gestift Horarum und der ewigen Messe                                  | Sayda            |              | 09619 Sayda, Pfarrgasse 6                    | ergänzen | –        | N [ 4 ] |
| Päßlersche Armenstiftung zu Ober-, Unter- und Hammerunterwiesenthal          | Oberwiesenthal   |              | 09484 Kurort Oberwiesenthal, Bahnhofstraße 2 | ergänzen | –        | N [ 4 ] |
| Sankt-Georg-Hospital Delitzsch                                               | Delitzsch        |              | 04509 Delitzsch, Hallesche Straße 44         | die Stiftung sorgt für die Unterbringung, Betreuung und Pflege älterer Menschen zu sorgen. | Seite    | N [ 3 ] |
| Stift der armen Knaben                                                       | Lichtenstein/Sa. |              | 09350 Lichtenstein, Kirchplatz 9             | ergänzen | –        | N [ 4 ] |
| Stift der Ev.-Luth. St.-Petri-Schloßkirchgemeinde                            | Chemnitz         |              | 09113 Chemnitz, Schloßplatz 7                | ergänzen | –        | N [ 4 ] |
| Stiftung Diakonissenhaus Zion                                                | Aue              |              | 08280 Aue, Schneeberger Straße 98            | ergänzen | –        | N [ 4 ] |
| Stiftung Evangelische Schule Bad Düben                                       | Bad Düben        |              | 04849 Bad Düben, Kirchplatz 1                | die Stiftung beteiligt sich entsprechend dem christlichen Menschenbild an der Erziehung und Bildung der heranwachsenden Generation | Seite    | N [ 3 ] |
| Stiftung Ev.-Luth. Kirchgemeinde St. Thomas                                  | Leipzig          |              | 04109 Leipzig, Thomaskirchhof 18             | Förderung der Gemeindearbeit der Ev.-Luth. Kirchgemeinde St. Thomas Leipzig durch die Unterstützung bei der Erhaltung der Gotteshäuser und der kirchlichen Gemeindehäuser | Seite    | N [ 3 ] |
| Stiftung Hospital zum Heiligen Kreuz                                         | Lichtenstein/Sa. |              | 09350 Lichtenstein, Lutherplatz 2            | ergänzen | –        | N [ 4 ] |
| Stiftung Sankt Martin Plaußig-Hohenheida                                     | Leipzig          |              | 04349 Leipzig, Grundstraße 18                | die Unterstützung und Förderung der seelsorgerischen und kirchlichen Arbeit sowie die Unterstützung der Erhaltung sämtlicher diesem Zweck dienenden Gebäude und Einrichtungen der Evangelisch-Lutherischen Kirchgemeinde Plaußig-Hohenheida. | Seite    | N [ 3 ] |
| Wagner-Schultz-Stiftung                                                      | Leipzig          |              | 04318 Leipzig, Sellerhäuser Straße 7         | Förderung des ev. Kindergartens in Leipzig Anger-Crottendorf sowie die Förderung kirchlicher Kinder- und Jugendarbeit sowie Altenarbeit im Bereich der Trinitatiskirchgemeinde Leipzig Anger-Crottendorf | –        | N [ 3 ] |
| Zollikofer-Stiftung der Evangelisch-reformierten Kirche zu Leipzig           | Leipzig          | 4. März 2009 | 04105 Leipzig, Tröndlinring 8                | Beschaffung und Weiterleitung von Mitteln an die Evangelisch-reformierte Kirche zu Leipzig zur Förderung der seelsorgerischen und diakonischen Arbeit | Seite    | N [ 3 ] |
| Summen:                                                                      | 25               | 25           | 25                                           | 25 | 8        | 0       |

## III. Kommunale Stiftungen bürgerlichen Rechts (Sachsen)
| Name                                                | Sitz               | Gründung | Anschrift                                | Zweck | Homepage | Link                                  |
| --------------------------------------------------- | ------------------ | -------- | ---------------------------------------- | --- | -------- | ------------------------------------- |
| Bürgerstiftung Limbach-Oberfrohna                   | Limbach-Oberfrohna |          | 09212 Limbach-Oberfrohna, Rathausplatz 1 | Unterstützung gemeinnütziger und mildtätiger Aktivitäten in den Bereichen Bildung und Erziehung, Jugend- und Altenhilfe sowie die Unterstützung hilfsbedürftiger Personen. | Seite    | N [ 4 ]                               |
| Grafe Stiftung                                      | Roßwein            |          | 04741 Roßwein, Markt 4                   | Förderung sozialer Belange und Jubiläen der Bürger der Stadt Roßwein. | Seite    | N [ 4 ]                               |
| Kinder- und Jugendstiftung „Johanneum“              | Chemnitz           |          | 09111 Chemnitz, Bahnhofstraße 53         | ergänzen | –        | N [ 4 ]                               |
| Kulturstiftung des Landkreises Stollberg            | Stollberg          |          | 09366 Stollberg, Uhlmannstraße 1–3       | ergänzen | –        | N [ 4 ]                               |
| Leo-Lessig-Kunst-Stiftung                           | Frankenberg/Sa.    | 2005     | 09669 Frankenberg/Sa., Markt 15          | Förderung der kulturellen Auseinandersetzung und Beschäftigung der Bevölkerung mit Kunst im Raum Frankenberg                                                               | Seite    | Rotes X oder Kreuzchensymbol für nein |
| Stiftung für die sozialen Zwecke der Stadt Waldheim | Waldheim           |          | 04736 Waldheim, Niedermarkt 1            | ergänzen | –        | N [ 4 ]                               |
| Stiftung - lebendige Stadt Oelsnitz im Erzgebirge   | Oelsnitz/Erzgeb.   |          | 09376 Oelsnitz/Erzgeb., Rathausplatz 1   | ergänzen | –        | N [ 4 ]                               |
| Vereinigte Sammelstiftung der Stadt Burgstädt       | Burgstädt          |          | 09217 Burgstädt, Brühl 1                 | ergänzen | –        | N [ 4 ]                               |
| Summen:                                             | 7                  | 7        | 7                                        | 7 | 2        | 0                                     |